# 88 minutos

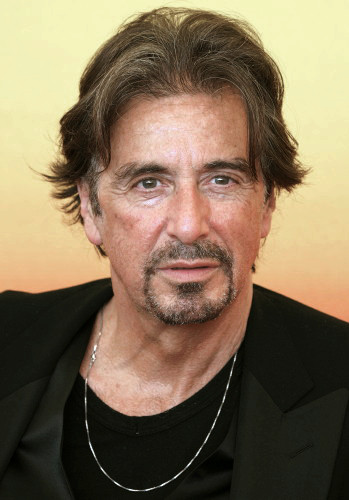
Al Pacino en el Festival de Cine de Venecia en septiembre de 2004

88 Minutes es una película de 2007, dirigida por Jon Avnet y protagonizada por Al Pacino, Alicia Witt, Leelee Sobieski, Amy Brenneman, Neal McDonough, Benjamin McKenzie y Deborah Kara Unger.

## Argumento
El Dr. Jack Gramm (Al Pacino), un profesor universitario que emplea su tiempo dando clases y trabajando como psiquiatra forense para el FBI, recibe una amenaza de muerte con una llamada por teléfono celular en la que le avisan que solo le quedan 88 minutos de vida, en un caso relacionado posiblemente a un asesino que él ayudó a condenar en el pasado. 
Tendrá que usar toda su habilidad para descubrir quién lo está amenazando en las siguientes horas del día y de esta manera salvar su vida, y al mismo tiempo resolver el caso para castigar a los culpables ante la justicia. Entre los posibles sospechosos se encuentran una estudiante disgustada de la universidad, una antigua amante rechazada y un asesino en serie que el mismo Dr. Jack Gramm había hecho encarcelar años atrás.

## Reparto
| Actor original     | Personaje                   |
| ------------------ | --------------------------- |
| Al Pacino          | Dr. Jack Gramm              |
| Alicia Witt        | Kim Cummings                |
| Leelee Sobieski    | Lauren Douglas              |
| Amy Brenneman      | Shelly Barnes               |
| William Forsythe   | Agente Especial Frank Parks |
| Deborah Kara Unger | Carol Lynn Johnson          |
| Benjamin McKenzie  | Mike Stempt                 |
| Neal McDonough     | Jon Forster                 |
| Christopher Redman | Jeremy Guber                |
| Brendan Fletcher   | Johnny D'Franco             |
| Michael Eklund     | J.T Rycker                  |
| Tammy Hui          | Janie Cates                 |
| Vicky Huang        | Jonie Cates                 |
| Carrie Genzel      | Stephanie Parkman           |

## Comentarios
La película comenzó a filmarse en el área de Vancouver el 8 de octubre de 2005 y se terminó en diciembre del mismo año.
Al Pacino y Leelee Sobieski fueron nominados a los Premios Razzie de 2008.